# Немецкий погром в Москве
Немецкий погром в Москве — произошедший в Москве с 27 мая (9 июня) по 29 мая (11 июня) 1915 года погром, направленный против проживавших в городе жителей немецкого происхождения.

## Предыстория
В первые дни Первой мировой войны в Москве удалось избежать эксцессов, которые имели место в Санкт-Петербурге, и представители немецкой колонии Москвы даже обратились через американское консульство и посольство в России в Берлин с заявлением о том, что московские власти относятся к ним вполне корректно.
В августе-сентябре 1914 года некоторых подданных Германии и Австро-Венгрии выслали из Москвы, но значительная их часть продолжала жить в городе. Многие из них подавали прошения о принятии российского подданства. В сентябре 1914 года дети германских и австрийских подданных массово исключались из средних и высших учебных заведений Москвы.
10(23) октября 1914 года после молебна на Красной площади молодёжь с криками «Долой немцев!» начала нападать на магазины, принадлежавшие людям с немецкими фамилиями. Полиция старалась помешать им, но всё же пострадало около 30 немецких фирм, а также русская (товарищество М. И. Кузнецова), британская и 2 бельгийские фирмы, и даже здание на Мясницкой улице, в котором находился госпиталь (в том же здании был немецкий магазин). Пострадало несколько семьей русских немцев (одна из них накануне потеряла сына-офицера на фронте).
Уже на следующий день после этого погрома московский градоначальник А. Адрианов издал объявление, в котором осудил погром и предупредил, что в случае его повторения будет действовать жёстко. «Возмутительно, — заявлял он, — когда толпа прикрывает свое преступное деяние патриотическим песнопением. Народный гимн — это молитва. Сопровождать же молитву безобразием — кощунство». Одновременно Адриановым был издан приказ, обязывавший всех подданных Германии и Австро-Венгрии в течение 3 дней встать на учёт и сдать любое оружие, имевшееся у них дома. Утром 11(24) октября на дверях московских магазинов, подвергшихся нападениям, появились объявления «Служащие и рабочие — русские подданные».
26 января (8 февраля) 1915 года в Московском окружном суде было рассмотрено дело пяти подростков — участников октябрьского погрома, которых задержали с поличным во время грабежей. Обвиняемые сознались в участии в грабежах, но, тем не менее, были оправданы.
С августа 1914 года по февраль 1915 года цены на многие товары значительно выросли, начинала ощущаться усталость от войны, которая оказалась более длительной, чем это ожидалось. 8 (21) апреля 1915 года в булочной на Большой Пресненской улице закончился хлеб. После того как хозяин отказался открывать булочную, перед ней собралась четырёхтысячная толпа, в основном состоявшая из женщин и подростков. Они вели себя агрессивно, была вызвана полиция. При разгоне толпы было ранено камнями 3 пристава и 2 городовых.
1-6 мая 1915 года произошёл Горлицкий прорыв и началось «Великое отступление» русской армии.
16(29) мая 1915 года газета «Голос Москвы» призвала выслать из Москвы остающихся в ней около 2 тысяч подданных Австро-Венгрии и Германии. 26 мая (8 июня) «Голос Москвы» опубликовал статью, посвящённую проблеме ликвидации немецкой торговли и предпринимательства в Москве. К началу войны в Москве насчитывалось около 250 крупных и до 500 средних и мелких германских и австрийских фирм. На основании закона от 11(24) января 1915 года к 1(14) апреля все они должны были быть добровольно ликвидированы. Но выполнить это в указанный срок не удалось, и срок для ликвидации был перенесён на 1(14) июня. В статье назывались четыре крупнейших предприятия и магазина, собственность на которые была переведена на подставные лица. В этот же день толпа из примерно 3 тысяч женщин, недовольных потерей распределявшихся благотворительным обществом великой княгини Елизаветы Фёдоровны заказов на шитьё одежды, которые, как они считали, были переданы немецкой фирме, направились с жалобой к градоначальнику Адрианову, который пообещал разобраться.

## Погром
27 мая (9 июня) 1915 года в рабочих кварталах Москвы стали распространяться слухи о том, что живущие в городе немцы стремятся помочь своим соотечественникам на фронте, распространяют болезни, отравляют воду. Распространились слухи о таинственных отравлениях на ситценабивной фабрике, принадлежавшей фирме Эмиль Циндель и К (в этот день там по непонятной причине отравилось 38 человек). Утром толпа окружила фабрику, на требование выйти к ней управляющий Г. Г. Карлсен приказал закрыть ворота. В результате ворота были взломаны, а управляющий был избит. Его отнесли к Москве-реке и положили в лодку, пытаясь переправить его на противоположный берег, но толпа перехватила и добила его, несмотря на просьбы его дочери (сестры милосердия) пощадить отца.
Вечером того же дня толпа также ворвалась на фабрику Роберта Шрадера, разорила её и зверски убила четверых родственниц хозяина. Волнения начались на фабриках в Данилове и Замоскворечье.
Утром 28 мая (10 июня) забастовали все заводы Москвы, многотысячная толпа с портретами императора и российскими флагами двинулась на Красную площадь, после чего стала растекаться по близлежащим улицам. Люди заходили в магазины и требовали предъявить документы, чтобы убедиться в том, что их владельцы не были «австро-германцами». Если таких документов не было, то товары в магазинах сначала сжигали, ломали, втаптывали в грязь, а затем начали расхищать. Иногда на разгромленных магазинах писали: «Разбито по ошибке. Фирма русская». В аптеке «Феррейн» на Никольской улице погромщики извлекли из подвалов огромные запасы спирта и напились. В толпе ругали «немку» императрицу Александру Фёдоровну, требовали даже отречения императора Николая II и передачи престола великому князю Николаю Николаевичу. Карету проезжавшей сестры императрицы Елизаветы Фёдоровны забросали камнями.
Градоначальник Адрианов отдал приказ, категорически запрещавший полиции применение оружия. Полицейские должны были ограничиваться увещеванием, в крайнем случае применять нагайки. Адрианов появился перед толпой в начале погрома в сопровождении 200 полицейских и пообещал разобраться во всём, после чего бездействовал. В результате погромщики, убедившись в безнаказанности своих первых выходок, стали действовать гораздо агрессивнее. 68 полицейских получили серьёзные ранения.
В 8 часов вечера 28 мая (10 июня) было созвано срочное заседание Московской городской думы, в ходе которого было решено обратиться к москвичам с просьбой сохранять спокойствие, к рабочим — с призывом прекратить забастовки, к главноначальствующему над Москвой и командующему Московским военным округом Ф. Ф. Юсупову — с просьбой пресечь погромы.
Вечером 28 мая (10 июня) практически вся Москва была охвачена погромами, число погромщиков превышало 100 тысяч человек, по улицам открыто перевозили награбленное и торговали им. Начались пожары, ночью их было уже около 30. В сгоревшем здании издательства Гросмана и Кнебеля погибли рукописи многочисленных монографий — в том числе и уже напечатанных здесь 22 томов «Истории русского искусства», а также коллекции фотографий автора этого издания — И. Э. Грабаря. Погромщики мешали пожарным, и те не успевали тушить горевшие здания. Погромы стихли лишь к 5 часам утра.
Утром для подавления погромов были вызваны войска, в нескольких случаях им пришлось применять огнестрельное оружие, при этом 12 человек было убито и 30 было ранено. Тем не менее, погромы прекратились только к вечеру 29 мая (11 июня). Вслед за этим погромы произошли в Московском и Богородском уездах, в основном в дачных районах, но были быстро пресечены.
В результате погромов было убито 5 человек немецкого происхождения, из них четверо были женщинами. Было разгромлено 475 коммерческих предприятий, 207 частных квартир и домов. За три дня в городе насчитали 70 пожаров, 10 из них — «очень больших» и 11 — «больших». Убытки, понесённые частными лицами, были оценены в 38 506 623 руб. Пострадавшими были признаны 113 австро-германских подданных, а также 489 российских подданных с иностранными фамилиями и даже 90 российских подданных с русскими фамилиями.

## Последствия
К 1 (14) июня в Москве закрылось 193 предприятия и 300 магазинов, в основном принадлежавших подданным враждебных государств, 40 фирм было переведено на новых владельцев. Главноначальствующий над Москвой Юсупов 9 (22) июня пообещал, что начиная с 1 (14) июля в кратчайшие сроки все подданные враждебных государств будут удалены с фабрик и заводов, а торговые предприятия, принадлежащие им, — ликвидированы. Но уже 19 июня Юсупов был освобождён от должности главного начальника Московского военного округа, а 3 сентября 1915 года — и от должности главноначальствующего над Москвой.
Градоначальник Адрианов вынужден был уйти в отставку, в отставку был также отправлен министр внутренних дел Н. Маклаков.
Вскоре все возбужденные уголовные дела о погроме были прекращены «за необнаружением виновных» или нехваткой доказательств. Ни одного участника погрома не судили.